# إتش تي سي سمارت

## المواصفات التقنية
- المعالج:	300 ميجاهرتز
- نظام التشغيل:	Brew® Mobile Platform
- الذاكرة:

ROM: 256 ميغا بات
RAM: 256 ميغا بات

## الأبعاد
- الطول × العرض × الارتفاع: 104 × 55 × 12.8 ملم ( 4.09 × 2.17 × 0.50 بوصة)
- الوزن: 108 غم (3.81 أوقيات) مع البطارية

## شاشة العرض
شاشة حساسة للمس TFT-LCD مقاس 2.8 بوصة بمعيار الدقة QVGA

## الشبكة HSDPA/WCDMA
- أوروبا/آسيا: بسرعة 2100 ميجاهرتز
- سرعات تصل إلى 384 كيلوبت في الثانية للارتباط العلوي و3.6 ميجابت في الثانية للارتباط السفلي
- GSM/GPRS/EDGE رباعية الحزم: 850/900/1800/1900 ميجاهرتز
- يعتمد كل من تردد النطاق وسرعة البيانات على المشغل.
- إمكانية الاتصال بتقنية Bluetooth® 2.0 مع معدل نقل البيانات المُحسّن وA2DP لسماعات الرأس الاستريو اللاسلكية

™HTC ExtUSB (موصل USB 2.0 صغير ذو 11 سنًا)

## مواصفات أخرى
- مقبس صوت استريو بقطر 3.5 ملم
- كاميرا ألوان بدقة 3.0 ميجابكسل مزودة بميزة التركيز الثابت للبؤرة والضوء الومضي
- تنسيقات الصوت المدعومة .aac و.amr و.qcp و.mid و.m4a و.mp3 و.wma و.wav
- تنسيقات الفيديو المدعومة .mp4 و.3gp و.3g2 و.إم فور في